# Kuri Chhu
Der Kuri Chhu ist ein ca. 155 km langer rechter Nebenfluss des Drangme Chhu im Königreich Bhutan und im autonomen Gebiet Tibet.
Der Kuri Chhu entsteht in Tibet nahe Lakang im Kreis Lhozhag am Zusammenfluss der beiden Flüsse Lhobrak Chhu und Lhobrak Shar Chhu. Er fließt in überwiegend südlicher Richtung durch den Himalaya. Bei Flusskilometer 133 überquert der Fluss die Grenze nach Bhutan. Bei Flusskilometer 84 unterhalb von Lhuntse mündet der Khoma Chhu von links in den Fluss. Der Fluss durchquert in Bhutan die Distrikte Lhuntse und Mongar. Während der Monsun-Zeit führt der Fluss Hochwasser und das Wasser ist aufgrund der Sedimentfracht dunkel gefärbt. Im Winter ist das Wasser dagegen klar.

## Wasserkraftwerk Kurichhu
Bei Flusskilometer 28 wird der Kuri Chhu vom Staudamm des Kurichhu-Wasserkraftwerks auf einer Länge von etwa 6 km aufgestaut. Der Staudamm (⊙) hat eine Höhe über Gründungssohle von 55 m, die Kronenlänge beträgt 285 m, die Fallhöhe liegt bei 32 m. Das Wasserkraftwerk befindet sich direkt unterhalb des Staubauwerks. Es besitzt vier Turbinen mit einer Leistung von jeweils 15 MW. Die erste Kraftwerkseinheit ging am 13. April 2001 in Betrieb. Die weiteren folgten am 15. August 2001, am 27. September 2001 sowie am 31. Mai 2020. Das Kraftwerk wird als Laufwasserkraftwerk betrieben. Die Ortschaft Gyalpozhing befindet sich am östlichen Ufer des Stausees. 